# Agencia de Baluchistán
La Agencia de Baluchistán (o Baluchistán británico) fue una de las agencias coloniales de la India británica. Estaba ubicado en la actual provincia pakistaní de Baluchistán.

## Geografía
Los territorios de la agencia cubrían un área de 208.262 km² e incluían áreas que habían sido adquiridas por los británicos mediante arrendamiento o que habían sido puestas bajo control directo, así como también de varios estados principescos.

## Historia
Esta agencia política se estableció en 1877, después del tratado de 1876 firmado en Mastung por los líderes baluchis, y mediante el cual aceptaron la mediación de las autoridades británicas en sus disputas.
El coronel Sir Robert Groves Sandeman introdujo un innovador sistema de pacificación tribal en Beluchistán que estuvo vigente desde 1877 hasta 1947. Sin embargo, el gobierno de la India generalmente se opuso a sus métodos y se negó a permitir que operara en la Frontera Noroccidental del Raj británico. Los historiadores han debatido durante mucho tiempo su alcance y efectividad en la expansión de la influencia imperial.

## Estados principescos
La Agencia de Baluchistán consistió en tres estados principescos:
- Kanato de Kalat, el primer y único estado de saludo (hereditario de 19 armas; títulos wali, kan; desde 1739 wali, begler begi, kan), incluidas sus divisiones administrativas Jhalawan, Kachhi y Sarawan.
  - Makrán (título nazem, más tarde nawwab) se cita como otra división, estado vasallo o autónomo.

y los dos estados feudales de Kalat:
- Las Bela (título jam saheb)
- Kharan (título mir; desde 1921, sardar bahador nawwab).

El gobierno de la India mantuvo sus relaciones con los estados a través de su agente político en Kalat. El primer agente en Baluchistán fue Robert Groves Sandeman (1835-1892), Caballero Comandante de la Orden de la Estrella de la India, quien fue nombrado por Edward Bulwer-Lytton, el virrey de la India.

## Estructura administrativa

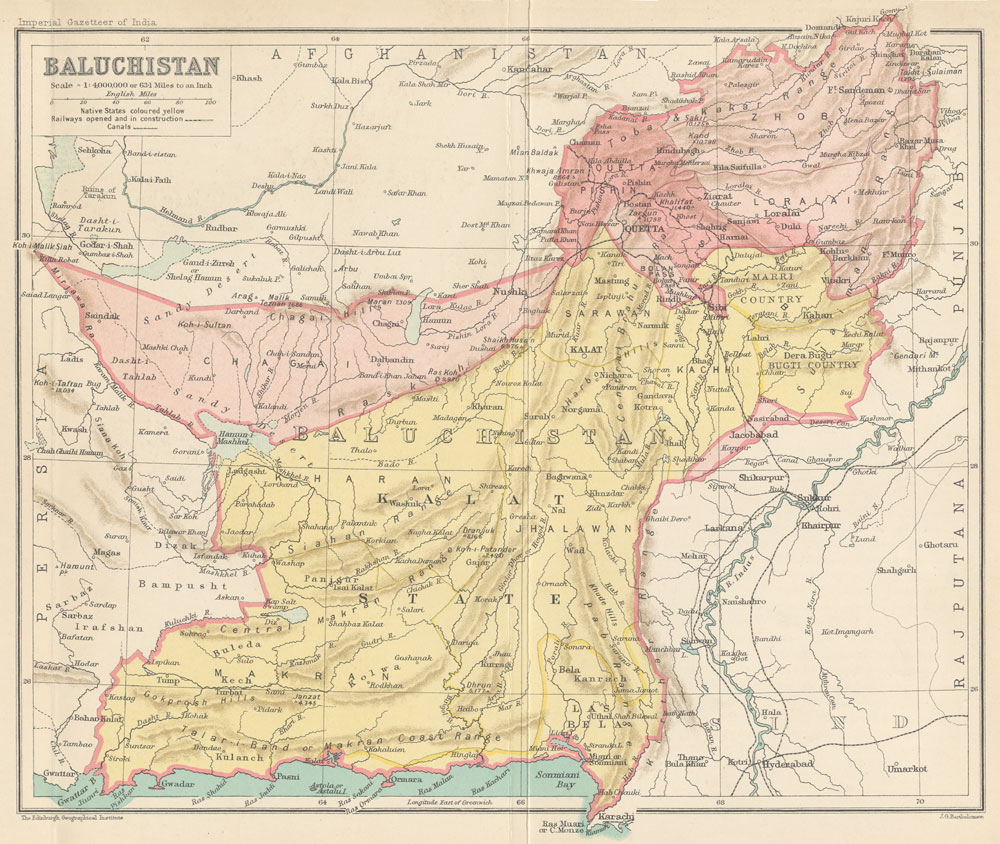
Mapa de la Agencia de Baluchistán con los territorios de los estados principescos en amarillo.

Además de los estados principescos, el norte de la agencia fue administrado como una Provincia Comisionada. Consistió en los siguientes distritos:
- Chagai
- Quetta-Pishin (incluido Quetta)
- Jhatpat
- Loralai
- Sibi (incluidas las áreas tribales de Bugti y Marri)
- Zhob